# CAFTA en El Salvador
El CAFTA (Dominican Republic-Central America Free Trade Agreement) en inglés, o TLC (Tratado de Libre Comercio entre República Dominicana, Centroamérica y Estados Unidos de América) en español, es un tratado que busca la creación de una zona de libre comercio entre los países firmantes.

## Ratificación
El Salvador fue el primer Estado en ratificar el CAFTA, habiéndolo hecho en la madrugada del 17 de diciembre de 2004 en el Salón Azul de la Asamblea Legislativa, con el apoyo de todas las fuerzas políticas salvo el Frente Farabundo Martí para la Liberación Nacional. Tras su ratificación, se realizó el respectivo depósito en la Organización de Estados Americanos el 28 de febrero de 2006.
Diversas organizaciones sindicales y grupos opositores al tratado organizaron protestas callejeras con la consigna de evitar que el tratado fuese ratificado; algunas protestas fueron acompañadas por dirigentes de algunos partidos políticos de oposición. El saldo de las manifestaciones fue de diversos episodios de violencia que dejaron detenidos y heridos. Todas las manifestaciones se dieron bajo la observación de la Procuraduría para la defensa de los Derechos Humanos